# Jobnomade
Als Jobnomade wird ein Erwerbstätiger bezeichnet, der von einer Beschäftigung zur nächsten springt, und zwar nicht nur von Ort zu Ort, sondern oftmals auch über die Grenzen von Staaten und Kontinenten hinweg.

## Zwei Typen von Jobnomaden
Das Magazin Wirtschaftswoche unterscheidet zwei Typen von Jobnomaden:
1. Menschen, die keine „Kaminkarriere“ in einem Unternehmen anstreben, sondern wie eine „moderne Ich-AG“ sich neue Arbeit- und Auftraggeber suchen oder gänzlich oder zumindest phasenweise als Selbständige arbeiten;
2. diejenigen, denen „gar nichts anderes übrig [bleibt], als zu Jobnomaden zu werden“.[1]

### Der Jobnomade als Vertreter einer Leistungselite
Hochqualifizierte Jobnomaden sind in der modernen Wirtschaft beliebt, da sie flexibel und mobil sind und oft höhere Kompetenzen aufweisen als stationäre Langzeitbeschäftigte einer Firma. Junge Mitarbeiter, die örtlich ungebunden und interessiert an internationaler Erfahrung sind, ersetzen oftmals auch Expatriates, die für einige Zeit ihr Herkunftsland verlassen, um anschließend ein stationäres Leben zu führen.
Der Trendforscher Sven Gábor Jánszky sagte 2010 für das Jahr 2020 voraus, dass es dann viele „Patchworker“ geben werde, die kein Interesse daran hätten, „sich stark an ein Unternehmen zu binden. Sie kommen für ein attraktives Projekt, bleiben für zwei Aufbaujahre und ziehen weiter. Hoch spezialisierte Experten werden im Jahr 2020 im Zwei-Jahres-Takt von Unternehmen zu Unternehmen springen, dort jeweils Innovationsprojekte leiten und dann wieder weiterziehen. Sie werden zu Jobnomaden, die wissen, dass sie begehrt und teuer sind. Daraus entstehen für die Unternehmen große Herausforderungen bei der Gewinnung und Bindung dieser Spezialisten, beim Management des Unternehmenswissens und bei der Motivation dieser Führungskräfte.“
Da diese Art von Jobnomaden relativ hoch bezahlt werde, sorge Jánszky zufolge ein „After Employment Marketing“ dafür, dass die besten Mitarbeiter „magnetartig“ gezielt abgestoßen würden und dass Jobnomaden eine neue Aufgabe außerhalb der Firma erhielten, dass sie gingen, wenn es gerade „am Schönsten [sic!]“ sei.
Auf die Bedürfnisse von Projektarbeitern zugeschnitten seien Business-Wohngemeinschaften an den Standorten der Firmen, für die die Jobnomaden vorübergehend tätig seien.
Brigitte Hild zeigt die Schattenseite der Lebensweise eines hochqualifizierten Jobnomaden auf: „Wer ohne oder weitab vom Lebenspartner sein Leben in einer neuen Stadt neu einrichtet, muss berufliche und kulturelle Herausforderungen alleine schultern. Da ist niemand, für den sich ein früher Feierabend lohnt. Keiner, der die Höhen und Tiefen der Anfangsphase in einem neuen Umfeld mit trägt, die Wohnungseinrichtung übernimmt oder für soziale Kontakte sorgt. Traditionelle Kontaktbörsen wie Auslandsschulen oder internationale Kindergärten fallen für Singles ebenfalls flach. Viele stürzen sich um so verbissener in die Arbeit, die Karriere wird zum alleinigen Lebensinhalt. So lange das die Kräfte nicht übersteigt, ist alles in Ordnung, aber auf Dauer rächt sich die einseitige Lebensführung manches karrierebewussten Jungmanagers durch einen veritablen Burn-out.“
Auch hochqualifizierte Jobnomaden werden von der Internationalen Konvention zum Schutz der Rechte aller Wanderarbeitnehmer und ihrer Familienangehörigen geschützt. Von dieser Konvention werden sie als Wanderarbeitnehmer erfasst, auf die die Merkmale 2f („projektgebundener Arbeitnehmer“), 2g („für eine bestimmte Beschäftigung zugelassener Arbeitnehmer“) oder 2h („Selbständiger“) des Art. 2 der Konvention anzuwenden sind.

### Der Jobnomade als Randfigur der Wirtschaft und Gesellschaft

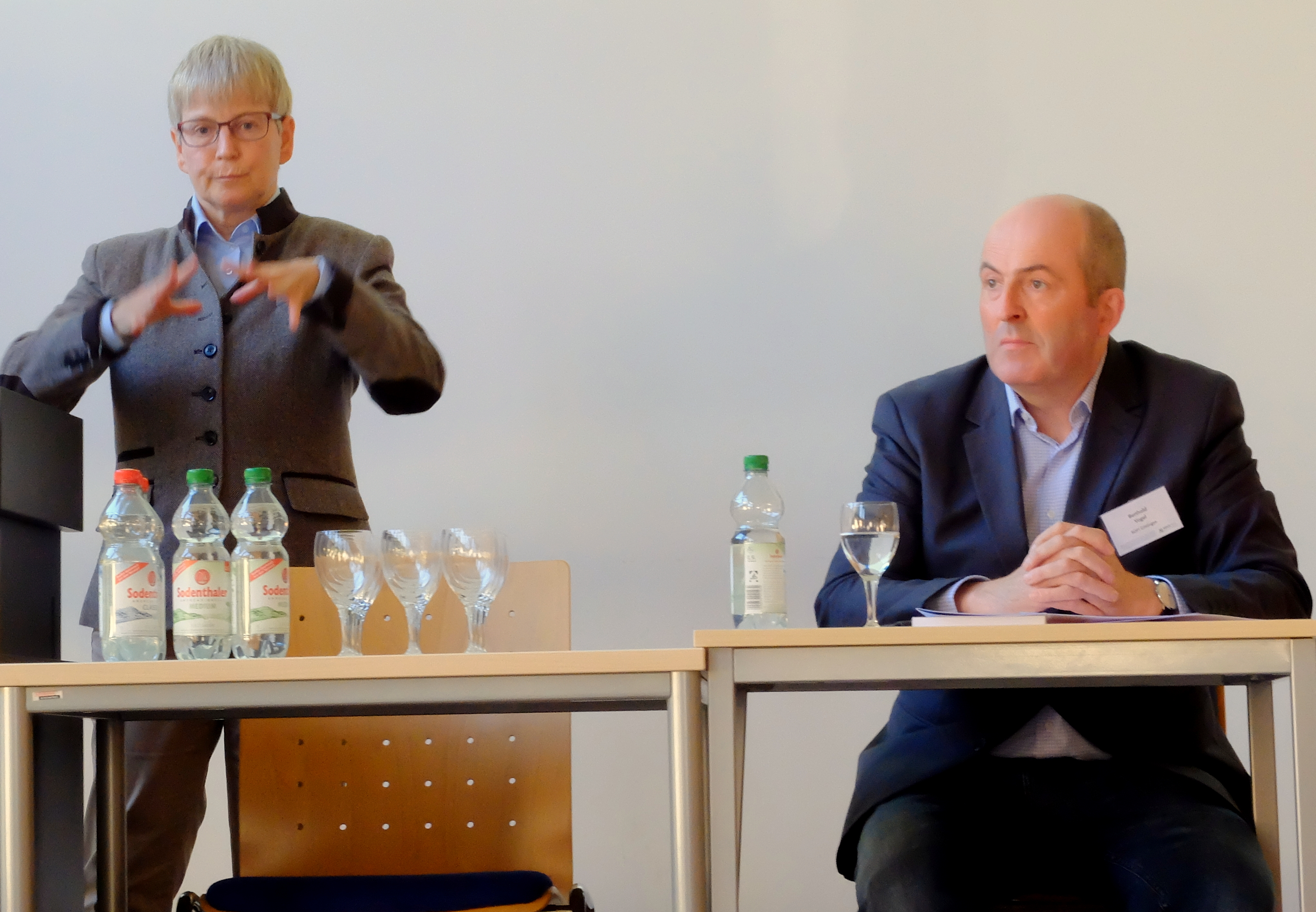
Berthold Vogel auf dem Soziologenkongress 2016 in Bamberg

Berthold Vogel, Projektleiter am Hamburger Institut für Sozialforschung, sieht den Jobnomaden als eine Person, die aufgrund der Prekarität ihrer Lebenssituation ständig von sozialem Abstieg bedroht sei: Jobnomaden kennen sich ihm zufolge „in den Randlagen des Arbeitsmarktes gut aus […]. Das bedeutet nicht, dass es ihnen gut geht. Sie haben zwar bestimmte Fertigkeiten entwickelt, die ihnen ihre Rolle als Grenzgänger erleichtern, aber sie sehen sich ständig unter Druck und befinden sich in dauerhaft angespannter finanzieller Lage. Die Jobnomaden wissen sich im Umgang mit den Ämtern zu helfen, aber sie müssen oft auch staatliche Hilfe in Anspruch nehmen, um ihren Lebensunterhalt bestreiten zu können. Sie erhalten über ihre sozialen Kontakte Hinweise auf Jobmöglichkeiten, aber dieses Springen von Job zu Job verfestigt auch ihre Randlage. Viele Kämpfernaturen finden sich hier, die dem öffentlichen Ressentiment wohlfahrtsstaatlich genährter Passivität keineswegs entsprechen. Sie sind sozial sehr beweglich und zeigen eine hohe Kompetenz, mit den Anforderungen komplizierter Arbeitsmärkte fertig zu werden. Wir treffen unter den Jobnomaden auf sehr unterschiedliche soziale und berufliche Milieus. Das Spektrum umspannt Hilfsarbeiter und Akademiker. Arbeitsmarkt- und beschäftigungspolitisch sind sie freilich oft ein schwieriger Fall. Sie entziehen sich gerne den amtlichen Beschäftigungsangeboten und lassen sich ungern therapeutisch und pädagogisch ‚bearbeiten‘; oft hat man den Eindruck, dass sie am besten alleine zu Recht [sic] kommen, obgleich sie oft darüber klagen, auf sich alleine gestellt zu sein.“
In den USA wird der von Vogel beschriebene Typus als Angehöriger einer „Gig Economy“ bezeichnet (ein Gig ist ein Auftritt auf der Bühne, für den der Akteur bezahlt wird, der anschließend selbst dafür sorgen muss, womit er sein nächstes Einkommen erzielt). „Der typische Gig-Arbeiter fährt für Uber oder dessen Konkurrenten Lyft, bringt Fertigmahlzeiten an die Wohnungstür, transportiert mit seinem Zweirad Dokumente, versorgt Pflegebedürftige oder führt Hunde spazieren.“ Entgegen weit verbreiteten Vorurteilen betrifft die „Gig Economy“ in den USA 2019 nur einen Bruchteil, nämlich 0,5 Prozent, der Erwerbstätigen. Abgesehen davon gab es solche Lebensformen dort schon immer. Nach der „Großen Depression“ ab 2007 besetzten im folgenden Aufschwung US-Amerikaner in großer Zahl reguläre Jobs, obwohl „Ökonomen […] vorausgesagt [hatten], dass immer mehr Menschen wie Cowboys umherziehen, mal bei dem, mal bei jenem Rancher die Herden treiben würden.“

## Rezeption
Manche Autoren sehen das Leben als Jobnomade positiv: „Warum Jobhopper glücklicher als sogenannte ‚Verharrer‘ sind[,] ist leicht erklärt: Wer häufig Erfahrungen in verschiedenen Jobs bzw. Unternehmen sammelt, eignet sich im Laufe seiner Karriere einige Softskills an, die sich andere nur mühsam erarbeiten, wie zum Beispiel soziale Kompetenz – so lernen Jobhopper die unterschiedlichsten Typen von Kollegen oder Kunden kennen und müssen mit ihnen zurechtkommen. Die Einarbeitung in ständig wechselnde Arbeitsumfelder trainiert Auffassungsgabe und Intelligenz. Bei jedem neuen Job ist die Lernkurve am Anfang sehr hoch, doch je länger jemand die Position innehat, desto weniger Neues kommt dazu, die Motivation sinkt. […] All diese Faktoren führen bei Jobhoppern zu einem glücklicheren Arbeitsleben. Und sollte Mann oder Frau tatsächlich in einem Job unzufrieden sein – wechseln sie einfach zu einem neuen!“
Horst Opaschowski hingegen bezweifelt, dass es freiwillige Jobnomaden gebe: „Der Job-Nomade will angeblich kein Zuhause mehr haben und ständig umziehen – von Hamburg nach Dresden, von dort nach New York und dann wieder zurück nach Madrid. Er jagt immer den Jobs hinterher. Er hat nicht nur den Lebensabschnittspartner, sondern auch [einen] Lebensabschnittsjob. […] [I]n Wirklichkeit ist es anders: Was die Arbeitnehmer wirklich wollen, sind geregelte Arbeitsverhältnisse.“ Tatsächlich hat sich bis 2012 die durchschnittliche Verweildauer eines Arbeitnehmers in einem deutschen Betrieb kaum verändert. Sie liegt konstant bei durchschnittlich zehn Jahren. Auch in den USA spricht das beobachtbare Verhalten Erwerbstätiger dafür, dass die Mehrheit feste Anstellungen mit einer sozialen Absicherung zu schätzen weiß.
Journalisten beurteilen den Sachverhalt unterschiedlich, nicht immer wissenschaftlich, aber differenziert: „Selbstständige, insbesondere Freiberufler und gewerbliche Kleinunternehmer, haben sich mit ihrer Entscheidung für die Selbstständigkeit sozusagen freiwillig für eine Art Jobnomadentum entschieden. Für sie ist es von vornherein Normalität, sich ständig um weitere und neue Einkunftsmöglichkeiten zu bemühen und eine gewisse Ungewissheit bezüglich der finanziellen Zukunft zu haben. Sie haben sich auf das Risiko des Unternehmers eingelassen. […] Arbeitnehmer müssen sich in der Regel gezwungenermaßen auf das Jobnomadentum einlassen, somit unfreiwillig. Wäre die Arbeitsmarktsituation für Arbeitnehmer positiver und schwebte nicht ständig das Gespenst der Dauerarbeitslosigkeit über ihnen, wäre sicher auch der Anteil an freiwilligen Arbeitnehmer-Jobnomaden höher.“
Auch sei es für eine Karriere nicht unbedingt förderlich, wenn alle zwei Jahre oder öfter der Arbeitgeber gewechselt wird. Zwar wünschen viele Personalchefs flexible Mitarbeiter, zugleich aber unterstellen sie oft denjenigen, die öfter als alle drei bis fünf Jahre die Arbeitsstelle wechseln, einen Mangel an Loyalität ihrem aktuellen Arbeitgeber gegenüber. Ein sehr häufiger Wechsel, der manchmal auch mit einer Scheinselbständigkeit verbunden ist, wird im angelsächsischen Raum als Gig Economy bezeichnet. Eine Umfrage des McKinsey Global Institute mit 8.000 Teilnehmern aus den USA, Großbritannien, Deutschland, Schweden, Frankreich und Spanien ergab 2016, dass 30 % der befragten eine Form von Selbständigkeit ausüben, die sie nicht freiwillig gewählt hatten.

## Statistik
Empirische Untersuchungen zeigen, dass die Bereitschaft, sich aus beruflichen Gründen weit vom Ort des Aufwachsens zu entfernen, sich europaweit in Grenzen hält: 86 Prozent aller deutschen Arbeitnehmer wollten nach einer 2004 durchgeführten Umfrage nicht im Ausland arbeiten. Der Anteil derer, die hierzu bereit sind, betrug dieser Umfrage zufolge unter den Bewohnern von Staaten der Europäischen Union 17 Prozent. Viele Deutsche fühlen sich sogar dann unwohl, wenn sie für längere Zeit den Raum verlassen sollen, in dem „ihr“ Dialekt gesprochen wird, wenn sie berufsbedingt Hochdeutsch sprechen oder wenn sie nach einem Umzug in einen anderen Teil Deutschlands dort übliche Formulierungen (z. B. „Grüß Gott!“) benutzen sollen. Das Forschungszentrum Deutscher Sprachatlas resümiert: „Selbst innerhalb eines geografischen Nahbereichs scheinen Menschen im Durchschnitt nicht willens zu sein, in eine kulturell unvertraute Umgebung umzuziehen.“ Bestätigt wird diese These durch eine 2013 durchgeführte Umfrage, der zufolge 77 Prozent aller Befragten in Deutschland angaben, sie hätten noch nie für eine neue Arbeitsstelle ihren Wohnort gewechselt.
Eine in der Zeitschrift Capital veröffentlichte Studie über Angehörige der Generation Y weist nach, dass in Deutschland die „Vielwechsler“ unter den abhängig beschäftigten Hochschulabsolventen durchschnittlich über 10.000 € im Jahr weniger verdienen als die „Wenigwechsler“.